# Парамонов, Константин Валентинович
Константи́н Валенти́нович Парамо́нов (род. 26 ноября 1973, Пермь) — советский и российский футболист, тренер.

## Клубная карьера

### «Звезда»
Воспитанник пермской СДЮШОР «Звезда». Первый тренер — Г. А. Токарев. Начинал играть в клубе «Звезда» Пермь, после двух проведённых матчей тренер Виктор Слесарев дал ему оценку: «Парень неплохой, но пусть пока поиграет на область». После этого Парамонов стал играть за команду «Химик» из районного центра Губаха. Изначально играл как на правом краю атаки, так и в центре нападения. Из-за конкуренции с такими игроками, как Владимир Филимонов, который забил более ста голов в чемпионатах России, до 1995 сезона забивал не так много голов. В своём последнем сезоне в «Звезде» Парамонов стал основным нападающим и лучшим бомбардиром, но после расформирования клуба перешёл в «Амкар» вместе с Алексеем Поповым.

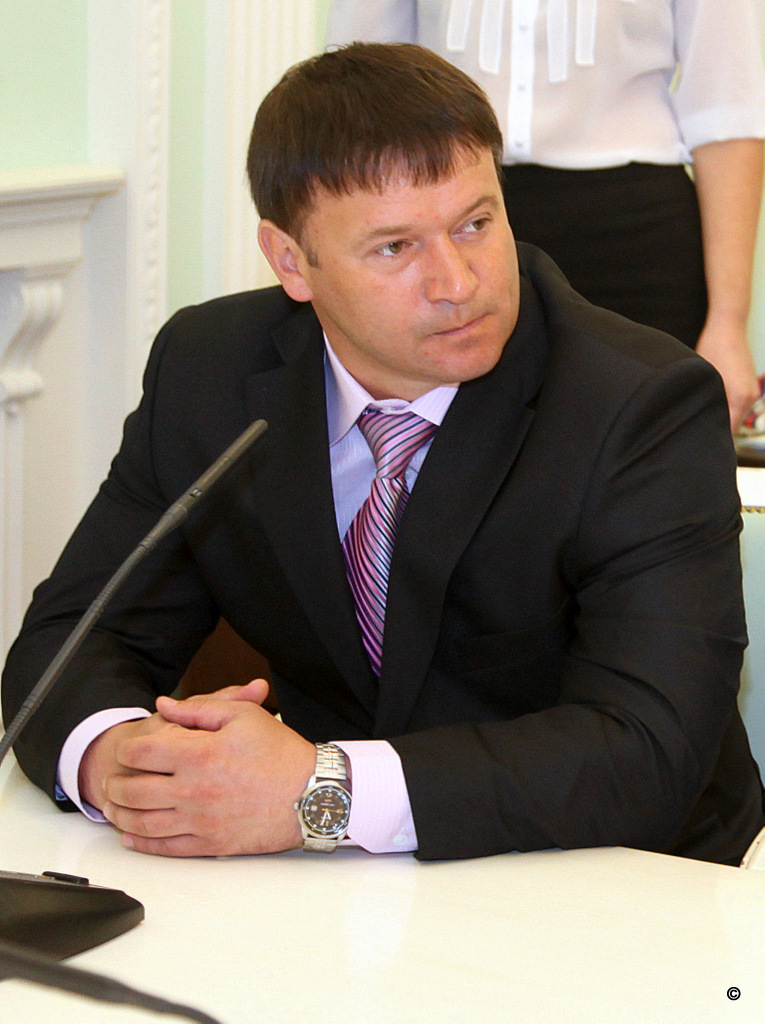

Первый гол забил в ворота «Лады» (Дмитровград). По словам Парамонова, «я бегал по полю минут пять, меня поймать не могли».

### «Амкар»
По итогам чемпионата стал лучшим бомбардиром второй лиги и выиграл бронзовую медаль первенства.
В 1997 году из-за конкуренции за право быть «первым форвардом» с арендованным из московского «Локомотива» Александром Катасоновым игра у Парамонова не заладилась, он забил 14 голов в чемпионате, став вновь лучшим бомбардиром команды. В том сезоне получил серебряную медаль второй лиги.

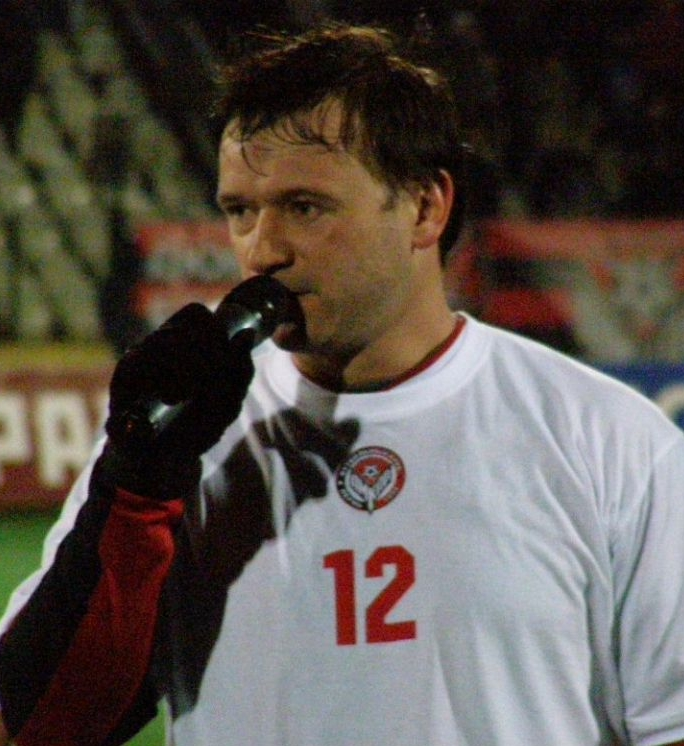
Парамонов в 2008 году

1998 год завершил с 30 голами в 32 матчах, стал лучшим бомбардиром зоны «Урал» и вторым по всей второй лиге (уступив 2 мяча только Алексею Снигирёву из «Торпедо-ЗиЛ», который сыграл на 9 матчей больше) и вместе с «Амкаром» вышел в Первый дивизион ПФЛ с первого места.
В следующем сезоне стал лучшим бомбардиром первого дивизиона с 23 голами. В 2000 году «Амкар» второй раз подряд занял 6 место в лиге, а Парамонов с 17 голами замкнул тройку лучших бомбардиров турнира.
В 2001 и 2002 годах забил 11 и 14 голов соответственно, что позволило ему попасть в пятёрку бомбардиров лиги в 2002. Между этими двумя сезонами он мог перейти в команды Премьер-лиги: «Уралан» и «Балтику», но оба раза решал остаться дома (в том числе из-за маленьких детей), а «Шинник» в конечном итоге передумал делать предложение о трансфере. Когда Парамонов вернулся в Пермь, генеральный директор «Амкара» Юрий Гребенюк сказал ему, что в клубе были уверены, что он вернётся и даже не искали ему замену.
Сезон-2003 Парамонов и «Амкар» завершили на 1 месте и оформили выход в Премьер-лигу. В персональных достижениях форварда — второе место в споре бомбардиров.
Сохранить такую же большую результативность в Премьер-лиге игроку не удалось. В 29 матчах Парамонов забил лишь 4 гола (что не помешало ему остаться лучшим бомбардиром команды). Самыми запоминающимися моментами в том году стали незабитый пенальти в ворота «Локомотива» в Черкизово (0:0), гол со штрафного «Ростову» и дубль в ворота принципиального соперника «Амкара» — «Рубина» (2:2).
В следующем сезоне Парамонов в шестом туре забил гол со штрафного в первом тайме матче с «Локомотивом», а во втором — в столкновении с вратарём «железнодорожников» Алексеем Поляковым порвал крестообразные связки колена. Больше в том сезоне на поле не выходил.
Большую часть 2006 года (с 4 по 18 тур) также пропустил из-за травмы и возобновил выступления уже при Рашиде Рахимове. Единственный гол в том сезоне — в ворота «Сатурна» со штрафного.
На предсезонную подготовку-2007 Парамонов прибыл с лишним весом к чему, по его словам, он имел физическую предрасположенность. Он отыграл 4 из первых 5 матчей, после чего на одной из тренировок Рахимов обвинил игрока в пропущенном голе и после ссоры со словами «Разлагаешь коллектив, плохо относишься к делу, вес у тебя лишний, иди в дубль» отправил игрока в дубль. В дублирующем составе Парамонов стал одним из лучших бомбардиров первенства (9 голов в 18 матчах), однако в первую команду он вызван не был. Парамоновым интересовалось ряд клубов первого и второго дивизионов, однако он снова решил не уезжать из Перми.
До июля 2007 года являлся рекордсменом «Амкара» по количеству проведённых матчей.
Перед последним для себя сезоном передумал завершить карьеру, продлил контракт на год, понадеявшись на то, что новый тренер Миодраг Божович вернёт его в первую команду. Однако этого не произошло, несмотря на просьбу президента клуба Валерия Чупракова. Сезон Парамонов провёл снова в молодёжном составе. В последнем туре чемпионата 2008 года в матче против «Химок» вышел на замену на 78 минуте. Под конец основного времени он открылся на пустые ворота под пас Георгий Пеева, однако мяч перехватил Михаил Афанасьев, который и забил гол. После матча форвард совершил круг почёта вокруг поля, после чего под овации болельщиков объявил о завершении карьеры.

## Тренерская карьера
В январе 2009 года поступил на обучение в Высшую школу тренеров (ВШТ). После чего был назначен помощником старшего тренера молодёжной команды «Амкара» Рустема Хузина.
Зимой 2010/11, когда президент «Амкара» Валерий Чупраков объявил о наличии у команды долгов и добровольном переходе в Первый дивизион, Парамонов активно работал с прессой, а также вместе с Алексеем Поповым в двадцатиградусный мороз выступал на митингах в поддержку клуба. В одном из интервью заявил, что в случае перевода команды в первый дивизион готов вернуться в профессиональный футбол. Вскоре Геннадий Шилов стал новым президентом клуба, нашёл спонсоров и отозвал заявление.
После назначения Хузина главным тренером основного состава, Парамонов стал главным тренером молодёжной команды «Амкара». Остался им и после прихода в клуб Станислава Черчесова, а когда тот 8 апреля 2014 года стал главным тренером московского «Динамо», то Парамонов стал и. о. главного тренера пермского клуба.
22 апреля 2014 года решением Президента клуба Геннадия Шилова у должности Парамонова исчезла приставка «и. о.». В 2014 году он прошёл обучение в Академии тренерского мастерства РФС на аттестационный уровень УЕФА PRO.
С приходом в «Амкар» Славолюба Муслина вновь стал главным тренером молодёжного состава клуба.
В 2018 году стал главным тренером команды возрождённого ФК «Звезда» Пермь, затем входил в тренерский штаб игравшего в РПЛ «Оренбурга» и возглавлял димитровградскую «Ладу». В июне 2021 года вернулся на должность главного тренера «Звезды», 7 сентября 2021 года контракт Парамонова с клубом по обоюдному согласию был расторгнут.
С июля 2023 года возглавляет команду 2007 года рождения в структуре московского «Локомотива».

## Стиль игры
Запомнился отменным голевым чутьём. При том, что, по его словам:

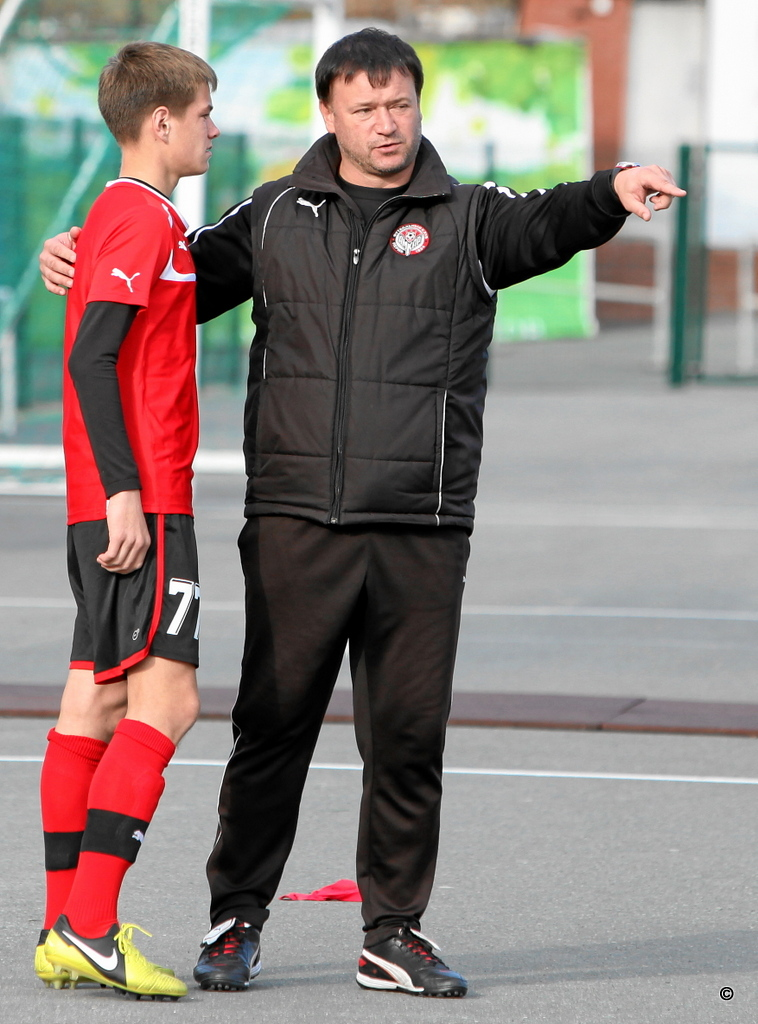

Я отличался тем, что не шёл на опережение. Я оказывался именно там, куда отскочит мяч. Играл в одно-два касание в середине поля, отыгрывался, всё время бежал в штрафную <…> Оказывался там, где «деньги делят».— http://59.ru/text/sports/450519.html

## Статистика выступлений

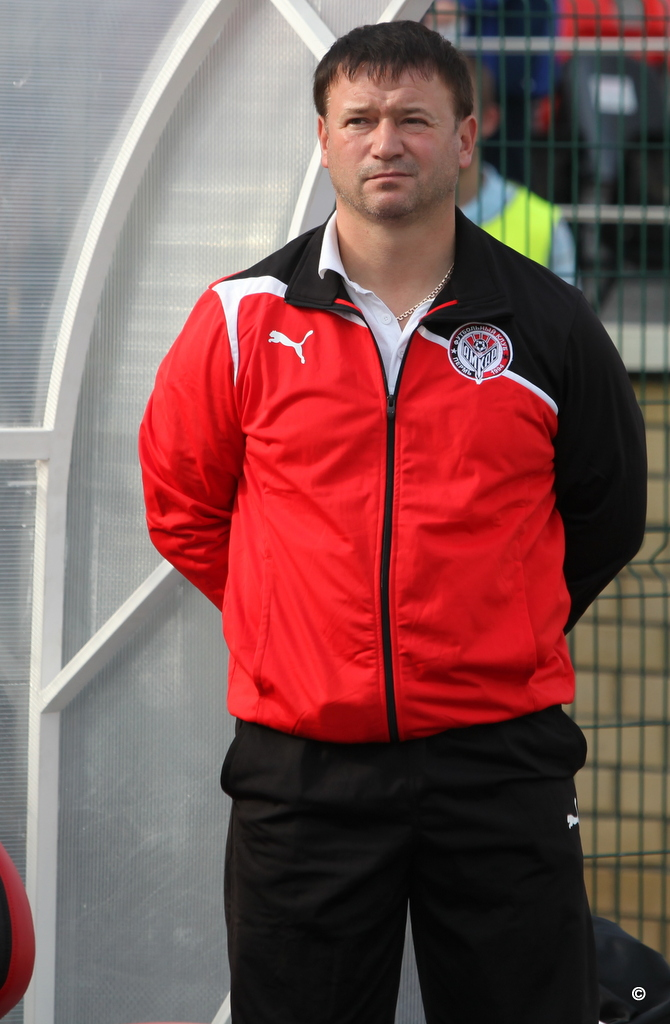

| Клуб             | Сезон            | Лига | Лига | Кубки | Кубки | Итого | Итого |
| Клуб             | Сезон            | Игры | Голы | Игры  | Голы  | Игры  | Голы  |
| ---------------- | ---------------- | ---- | ---- | ----- | ----- | ----- | ----- |
| Звезда Пермь     | 1991             | 2    | 0    | 0     | 0     | 2     | 0     |
| Звезда Пермь     | 1992             | 23   | 2    | 3     | 1     | 26    | 3     |
| Звезда Пермь     | 1993             | 32   | 1    | 1     | 0     | 33    | 1     |
| Звезда Пермь     | 1994             | 40   | 1    | 1     | 0     | 41    | 1     |
| Звезда Пермь     | 1995             | 39   | 12   | 1     | 0     | 40    | 12    |
| Звезда Пермь     | Итого            | 136  | 16   | 6     | 1     | 142   | 17    |
| Амкар            | 1996             | 42   | 34   | 2     | 4     | 46    | 38    |
| Амкар            | 1997             | 40   | 14   | 1     | 0     | 41    | 14    |
| Амкар            | 1998             | 32   | 30   | 5     | 5     | 37    | 35    |
| Амкар            | 1999             | 41   | 23   | 1     | 1     | 42    | 24    |
| Амкар            | 2000             | 36   | 17   | 3     | 2     | 39    | 19    |
| Амкар            | 2001             | 33   | 11   | 3     | 1     | 36    | 12    |
| Амкар            | 2002             | 32   | 14   | 4     | 3     | 36    | 17    |
| Амкар            | 2003             | 32   | 21   | 3     | 1     | 35    | 22    |
| Амкар            | 2004             | 29   | 4    | 2     | 0     | 31    | 4     |
| Амкар            | 2005             | 5    | 1    | 1     | 0     | 6     | 1     |
| Амкар            | 2006             | 10   | 1    | 2     | 1     | 12    | 2     |
| Амкар            | 2007             | 4    | 0    | 0     | 0     | 4     | 0     |
| Амкар            | 2008             | 1    | 0    | 0     | 0     | 1     | 0     |
| Амкар            | Итого            | 337  | 170  | 27    | 18    | 364   | 188   |
| Всего за карьеру | Всего за карьеру | 473  | 186  | 33    | 19    | 506   | 205   |

## Достижения
- Победитель первого дивизиона: первенства России 2003.
- Лучший бомбардир «Амкара» за всю историю.
- Лучший бомбардир «Амкара» в сезонах 1996—2004.
- Лучший футболист Пермской области (2): 1999, 2003.
- Второй Лучший футболист Пермской области (2): 2000, 2002.
- Третий Лучший футболист Пермской области (2): 1998, 2004.
- Лучший футболист «Амкара» (приз зрительских симпатий): 1996, 1998, 1999, 2000, 2003.
- Лучший бомбардир первого дивизиона России: 1999.
- Лучший бомбардир второй лиги России: 1996.

## Личная жизнь
Женат, имеет трёх сыновей. Средний занимался в СДЮСШОР Амкар. Евгений и Игорь (1997 г.р.) играли за молодёжную команду (Игорь немного раньше начал играть за «молодёжку»), полузащитники (с 2018 года Игорь — игрок «Звезды», игравший за «Звезду» Евгений с 2021 года — в димитровградской «Ладе»). Отец всячески подчёркивает, что прийти в футбол — это полностью их решение и он их только поддерживает.